# Assi Azar

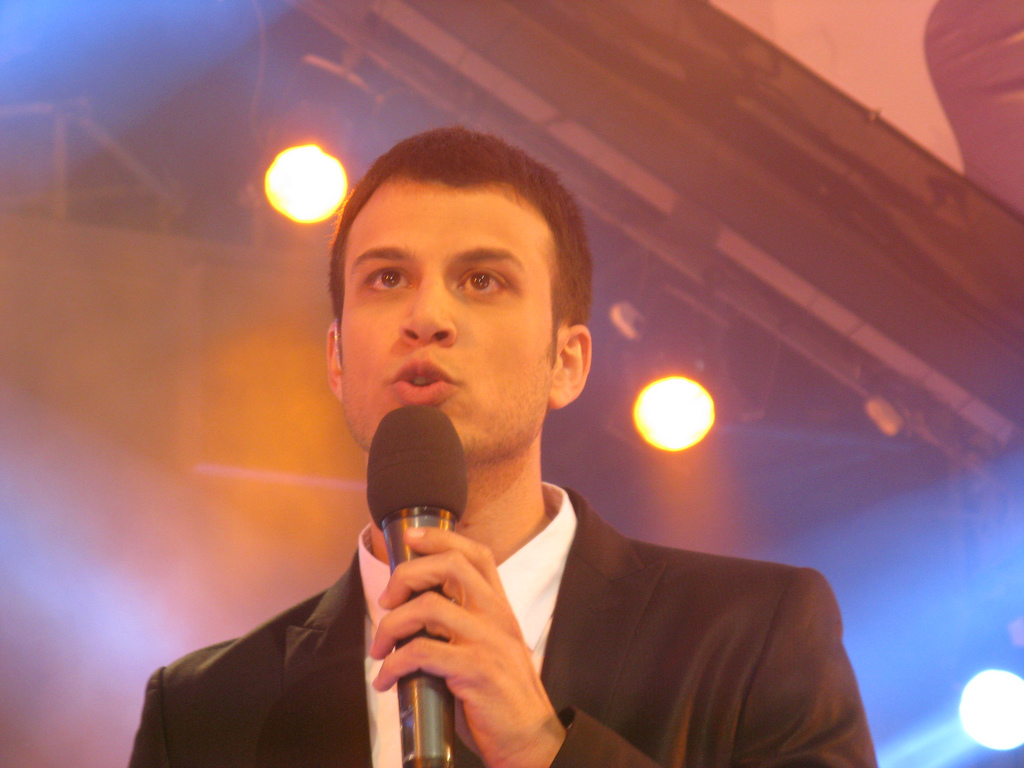
Assi Azar nel 2008

Assi Azar (in ebraico אסי עזר‎?; Holon, 10 giugno 1979) è un conduttore televisivo e comico israeliano.

## Carriera
Il suo primo programma è stato quello online KIK. Nel 2004 conduce il programma giovanile Uscita. Partecipa in seguito ai programmi Lo Show, Buona Sera con Guy Pines e Il Campione: Spogliatoio, così come ai programmi satirici Intrappolati 24 e Parla con il mio agente. Ha condotto fino al 2015 la versione israeliana del Grande Fratello (Ha'Ach Ha'Gadol) insieme ad Erez Tal e il talent La prossima star (HaKokhav HaBa). È stato uno dei 4 presentatori dell'Eurovision Song Contest 2019 a Tel Aviv. Insieme a Lucy Ayoub ha condotto anche il sorteggio delle semifinali dal Museo d'arte di Tel Aviv il 28 gennaio. È l'ideatore della serie televisiva The Baker & the Beauty.

## Vita personale
Azar è apertamente gay e l'11 aprile 2016 ha sposato a Barcellona lo spagnolo Albert Escola Benet. Attivista per i diritti LGBT, nel 2009 è stato incluso nella lista delle 100 persone omosessuali più influenti al mondo dal magazine americano Out.